# Indlejret software
Indlejret software er computersoftware, der er programmeret til at kontrollere maskiner eller udstyr, som typisk ikke bliver regnet for at være computere. Softwaren er ofte specialskrevet til en bestemt maskine, som den kører, og som har tids- og hukommelsesmæssige begrænsninger. Begrebet bruges af og til synonymt med firmware, selv om firmware også kan bruges om den ROM-baserede kode i en computer, hvor den ligger bag operativsystemet, mens indlejret software for det meste er den eneste software i det pågældende stykke udstyr.